# Trecskó Zsófia
Trecskó Zsófia (Kecskemét, 1987. augusztus 11. –) magyar színésznő.

## Életpályája
Első szerepét a kecskeméti Katona József Színházban kapta, a Hair című előadásban 2007-ben. 2011-ben végzett a Pesti Magyar Színiakadémián. Játszott a szolnoki Szigligeti Színházban, a tatabányai Jászai Mari Színházban. és a Thália Színházban; 2013-tól rendszeresen szerepelt a Madách Színház előadásaiban is.
Megalapította a sophiestic nevű elektronikus zenei formációt.
Első írói munkája egy, Diószegi Judit Erdőváros meséi című könyve alapján készült mesedarab.
2019-ben megjelent első forgatókönyve A mi kis falunk 4. évadában.

## Magánélete
2020-ban fia született.

## Fontosabb színházi szerepei
- Patrick Barlow: Ben Hur (Crystal, Crystal) – 2016/2017
- Vitéz Miklós – Vadnay László: Meseautó (Márkus Sára, Banki Alkalmazott) – 2016/2017
- Eisemann Mihály – Somogyi Gyula – Zágon István: Fekete Péter (Mari, A Szobalány) – 2014/2015
- Benny Andersson – Björn Ulvaeus: Mamma Mia! (Ali) – 2014/2015
- Gyárfás Miklós: Tanulmány a nőkről (Dr. Képes Vera) – 2013/2014
- Szente Vajk – Galambos Attila – Szirtes Tamás – Bolba Tamás: Poligamy (Lilla 2) – 2013/2014
- Gém Zoltán: Starfactory (Aysha) – 2012/2013
- Arthur Miller: Az ügynök halála (Letta) – 2012/2013
- Geszti Péter – Békés Pál – Dés László: A dzsungel könyve (Furkófarkas, Túna, Asszony 1) – 2012/2013
- Békeffi István – Lajtai Lajos: A Régi Nyár (Kitty , A Revűszínház Görlje) – 2011/2012
- Kiss József: Hol A Pénz? (Gina, Enikő) – 2011/2012
- James Rado – Gerome Ragni – Mcdermot: Hair (Ifjú) – 2007/2008

## Filmográfia
- Igazából apa (2010)
- Szinglik éjszakája (2010)
- A katedrális (2010)
- Gálvölgyi show (2010)
- Karádysokk (2011) ...Timi
- 100 Degrees below zero (2013)
- Hacktion: Újratöltve (2013)
- Jóban Rosszban (2016) ...Kéri Linda
- #Sohavégetnemérős (2016) ...Andi
- Munkaügyek (2016) ...Gigi
- Holnap Tali! (2018)
- A mi kis falunk (2019) ...Anita, közvéleménykutató
- Narkós és céda (2020) Márta
- Pepe (2022) ...Riporternő
- Apatigris (2023) ...Abigél
- Gólkirályság (2024) ...Otelics volt felesége